# 1279 en santé et médecine
| Années de la santé et de la médecine : 1276 - 1277 - 1278 - 1279 - 1280 - 1281 - 1282    |
| Décennies de la santé et de la médecine : 1240 - 1250 - 1260 - 1270 - 1280 - 1290 - 1300 |

Cet article présente les faits marquants de l'année 1279 en santé et médecine.

## Événements

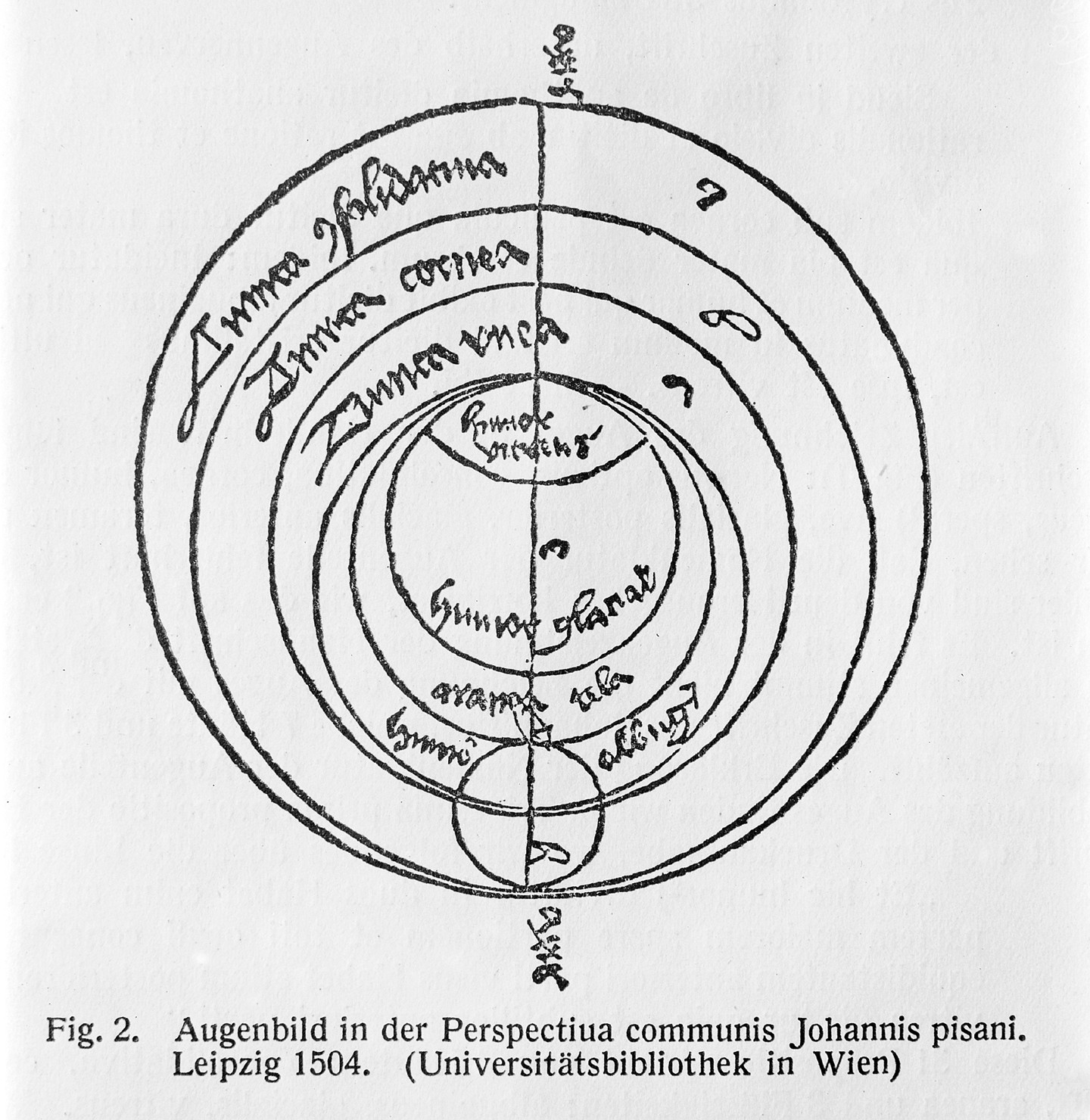
« Optique oculaire » Perspectiva communis
John Peckham (1504)

- Recrutant un médecin et un chirurgien, la commune de Pérouse, en Ombrie, n'exige pas qu'ils soient diplômés d'une université ni examinés par des confrères, et se contente de leur bonne réputation[2].
- Selon Guillaume de Nangis, Robert de Clermont, dernier fils du roi de France Louis IX, reçoit à la tête un coup de masse d'armes qui le plonge dans un état d'aliénation mentale (« in amentiam perpetuam ») dont il ne sortira que par intermittences pendant vingt-trois ans, jusqu'à sa mort survenue en 1308[3].
- Le concile de Bude, en Hongrie, renouvelant les décisions du IVe concile du Latran, tenu en 1215, rappelle que l'exercice de la chirurgie, que ce soit « par le fer » ou « par le feu » (« per incisionem » ou « per adustionem »), est interdit aux diacres et aux prêtres[4].
- Une léproserie est mentionnée à proximité du château d'Illiers, en Normandie[5].
- La maladrerie Saint-Thomas, dirigée depuis sa création, en 1250, par son fondateur Bernard Vernet, revient par don au prieuré de Saint-Flour[6].

## Publications
- 1278 ?-13 février 1279 : Faraj ben Salim, médecin juif d'origine sicilienne, traduit pour Charles d'Anjou le Kitab al-Hawi fi al-tibb (en) (« Livre complet de la médecine ») de Rhazès, sous le titre de Havi seu continens (« Le Contenant de Rhazès[7] »).

- 1277-1279 : Jean Peccham rédige sa Perspectiva communis, traité d'optique « au premier livre [duquel] se trouvent la description physiologique de l’œil et l'exposé du phénomène de la vision[8] ».

## Personnalités
- Fl. Jean Mancipi, médecin, cité dans un codicille de Robert d'Uzès, évêque d'Avignon[9].
- Fl. Raymond Étienne, médecin à Toulouse[9] ; Eblinus et Henri, barbiers à Strasbourg[10].
- Vers 1279 : fl. Anselme, médecin appelé à Saint-Jeoire au chevet d'Alice de Bourgogne, comtesse de Savoie[10].
- 1279-1280 : fl. Jean de Vienne, médecin de Jean de Châtillon, comte de Blois, et peut-être l'auteur d'une « Recette pour guérir de chancre ou d'écorchure[9] ».
- 1279-1283 : fl. Guilbert de Saana, médecin de la reine de France, Marie de Brabant, femme de Philippe III le Hardi[10].
- Vers 1279-1308 : fl. Pierre de Saleneuve, chevalier et médecin, maître d'hôtel à la cour de Savoie[9].